# Martin Pušić
Martin Pušić (ur. 24 października 1987 w Wiedniu) – austriacki piłkarz pochodzenia chorwackiego występujący na pozycji napastnika. Zawodnik klubu Aarhus GF.

## Kariera
Pušić treningi rozpoczął w zespole First Vienna. Następnie grał w juniorach Austrii Wiedeń, a w 2005 roku wrócił do First Vienny, grającej w Regionallidze. Jej graczem był przez dwa sezony. Następnie występował w zespołach Erste Ligi – SK Schwadorf, Admirze Wacker Mödling oraz Rheindorf Altach.
W 2011 roku Pušić przeszedł do angielskiego Hull City z Championship. W lidze tej zadebiutował 1 października 2011 w wygranym 2:1 meczu z Cardiff City. W barwach Hull rozegrał dwa spotkania, a w styczniu 2012 jego kontrakt został rozwiązany.
W marcu 2012 roku Pušić podpisał kontrakt z norweską Vålerenga Fotball. W Tippeligaen pierwszy raz wystąpił 25 marca 2012 w wygranym 2:1 spotkaniu z FK Haugesund, w którym strzelił też gola. W trakcie sezonu 2012 przeniósł się do Fredrikstadu, także grającego w Tippeligaen. Występował tam do końca tamtego sezonu, a potem odszedł do SK Brann, w którym spędził sezon 2013.
Na początku 2014 roku Pušić został graczem duńskiego Esbjerga. W Superligaen zadebiutował 24 lutego 2014 w wygranym 2:1 pojedynku z FC Nordsjælland, w którym zdobył też bramkę. Na początku 2015 roku odszedł do innej drużyny Superligaen, FC Midtjylland. W sezonie 2014/2015 z 17 bramkami na koncie został królem strzelców Superligaen (9 dla Esbjerga, 8 dla Midtjylland). W 2017 był wypożyczony do Sparty Rotterdam. W 2017 grał w FC København, a w 2018 trafił do Aarhus GF.